# Ausschnittvergrößerung
Ausschnittvergrößerung bezeichnet in der Fototechnik die Ausbelichtung nur eines Teils der Bildvorlage. Eine Ausschnittvergrößerung nutzt eine bestehende Aufnahme, um einen Teil der belichteten Fläche herauszuziehen und größer zu Papier, Film oder auf einen digitalen Datenträger zu bringen.
Eine Ausschnittvergrößerung ist zum einen eine Möglichkeit, die Bildaussage eines fotografischen Bilds durch die Wahl eines besonderen, vom Standard abweichenden Bildformats zu unterstreichen, also ein bewusstes Gestaltungsmittel. Zum anderen kann durch eine Ausschnittvergrößerung eine nicht zufriedenstellende Aufnahme aufgewertet werden, beispielsweise wenn das eigentliche Motiv aufgrund von Hindernissen bei der Aufnahme, technischen Beschränkungen der Kamera oder des Objektivs oder bei Schnappschüssen zu klein aufs Bild geraten ist oder wenn störende Bilddetails entfernt werden sollen.
In der Fotografie mit klassischem Filmmaterial müssen Ausschnittvergrößerungen in der Regel von Hand angefertigt werden und sind dadurch relativ teuer. Oft kann man sich aber auf preiswerte Weise damit behelfen, einfach eine Vergrößerung im nächstgrößeren Standardformat zu bestellen und das Papierbild anschließend selbst auf die gewünschten Maße zurechtzuschneiden.
In der digitalen Fotografie ist das Vorgehen einfacher. Entweder man schneidet die Vorlage mit einer Bildbearbeitung auf das gewünschte Format zu oder man nutzt die Möglichkeiten mancher Online-Bestellsysteme, die ähnliche Funktionen zur Verfügung stellen.
Es gibt zentrische Ausschnittvergrößerungen (mit gleichmäßigem Beschneiden der Räder rundum) und außermittige Ausschnittvergrößerungen, deren Flächen in aller Regel von Hand ausgewählt werden. Im Fall digitaler Fotodaten erlauben praktisch alle Bildbearbeitungsprogramme, am PC Ausschnittvergrößerungen herzustellen.
Gleichgültig, ob von Film- oder digitalen Vorlagen angefertigt, sind solchen Ausschnitten technische Grenzen durch die Auflösung des verwendeten Filmmaterials bzw. digitalen Bildsensors und der Objektive gesetzt. Der Abbildungsmaßstab vergrößert sich durch einen Ausschnittvergrößerung, und die Allgemeinschärfe nimmt ab, da das Ausgangsmaterial (Film oder Pixeldaten) mit einem größeren Maßstab in der Ausschnittvergrößerung Verwendung findet.
Auch die „elektronischen“ Zoom-Funktionen von Digitalkameras (Digitalzoom) sind Ausschnittvergrößerungen, da sie die Pixel des Sensors lediglich auf den neuen Maßstab heraufskalieren und umrechnen. Die Schärfe eines Bildes nimmt dadurch ab, trotz der größeren Darstellung werden im Gegensatz zur Verwendung eines optischen Zooms keine zusätzlichen Details dargestellt.